# Земельный суд Линца

Земельный и районный суды Линца

Земельный суд Линца (нем. Landesgericht Linz (LG Linz)) — один из четырёх государственных региональных судов компетентной юрисдикции федеральной земли Верхняя Австрия. Суд расположен в городе Линц. 
Адрес суда: 4020 Линц, Фадингерштрасе, 2, тел. +43 57 60121.
Географические координаты Земельного суда Линца: 48°18′18″ с. ш. 14°17′33″ в. д..
Руководство суда (2016):
- Председатель земельного суда — Магистр Катарина Лемайер;
- заместитель председателя суда — Магистр Амалия Бергер-Ленер;
- администратор суда — Магистр Вальтер Айхингер.

## Полномочия суда
Земельный суд Линца является судом региональной инстанции и  рассматривает уголовные и гражданские дела, поступающих от шести, существующих в настоящее время, районных судов Верхней Австрии, находящихся в территориальной подсудности данного суда (Линц, Перг, Рорбах, Траун, Урфар, Фрайштадт). Он также рассматривает гражданские правовые отношения (за редкими исключениями) с суммами спора более 15000 евро. Кроме того, Земельный суд Линца, рассматривает апелляции на постановления районных судов Верхней Австрии, находящихся в территориальной подсудности данного суда, а также рассматривает дела по трудовому и социальному законодательству Австрии в этой части федеральной земли Верхняя Австрия независимо от суммы спора. Ведение реестра всех компаний, созданных в Верхней Австрии, находящихся в территориальной подсудности данного суда, также является прерогативой для Земельного суда Линца.
Территориальная юрисдикция Земельного суда Линца охватывает северную часть федеральной земли Верхняя Австрия и распространяется на штатутарштадт Линц и часть политического округа Линц-Ланд, а также на её четыре политических округа: Перг, Рорбах, Урфар-Умгебунг и Фрайштадт. Вышестоящим судом для него является Высший земельный суд Линца.
⇑

## Здание суда
Земельный суд Линца в настоящее время располагается в здании на Фадингерштрасе, 2.
В строении на Фадингерштрасе, 2 располагаются Земельный суд Линца, прокурор Линца и районный суд Линца. Все они доступны только через главный вход.
Земельный суд Линца расположен в части здания, слева от главного входа на Фадингерштрасе или Похештрасе (нем. Fadingerstraße bzw Pochestraße). Прокуратура Линца находится на первом и втором этажах старого здания над главным входом. Помещение районного суда города Линц можно найти справа от главного входа на Музеумштрасе (нем. Museumstraße).
На каждом этаже внутри здания установлены указатели, показывающие направления к отдельным подразделениям.
⇑

## История
⇑

## Доказательства и источники
- Австрийская информационная система Rechtsinformationssystem des Bundes (RIS)  (нем.)
- Исторические законы и нормативные акты ALEX Historische Rechts- und Gesetzestexte Online  (нем.)
- Географические справочники, 1903÷1908 GenWiki  (нем.)
- Географические справочники GenWiki  (нем.)
- Австрия GenWiki  (нем.)
- Региональный научно-исследовательский портал GenWiki  (нем.)

⇑

## Внешние ссылки
- Немецко-русский переводчик, Google
- Земельный суд Линца на веб-сайте Министерства юстиции Австрии  (нем.)
- Географические координаты Земельного суда Линца: 48°18′18″ с. ш. 14°17′33″ в. д.HGЯO.

## Лицензия
- Лицензия: Namensnennung 3.0 Österreich (CC BY 3.0 AT)  (нем.)